# Oenoptila camptogrammata
Oenoptila camptogrammata är en fjärilsart som beskrevs av W. Warren 1909. Oenoptila camptogrammata ingår i släktet Oenoptila och familjen mätare. Inga underarter finns listade i Catalogue of Life.